# Washingtonia filifera
Washingtonia filifera este un palmier originar din oazele din centrul, sudul și sud-vestul Arizonei, sudul Nevadei și deșerturile din interiorul Sudului Californiei.
Acest palmier crește până la 23 metri (uneori până la 30 metri) în condiții de creștere bune.
Washingtonia filifera poate trăi între 80 și 250 ani, poate chiar mai mult. Numele vine de la George Washington, primul președinte al Statelor Unite ale Americii.
Poate rezista până la -10 °C cu pagube puține iar unele plante adulte au reușit să supraviețuiască perioade scurte la -12 °C dar cu pagube mari ale foliajului.